# Sanssac-l'Église
Sanssac-l'Église es una comuna francesa situada en el departamento de Alto Loira, en la región de Auvernia-Ródano-Alpes.

## Demografía
| 525 | 519 | 536 | 753 | 837 | 891 | 1076 |
| Para los censos de 1962 a 1999 la población legal corresponde a la población sin duplicidades (Fuente: INSEE [Consultar]) |     |     |     |     |     |      |